# Jerarquía analítica
En lógica matemática y teoría descriptiva de conjuntos, la jerarquía analítica es un análogo de alto nivel de la jerarquía aritmética. Por lo tanto constituye la clasificación de los conjuntos mediante las fórmulas que los definen.
La jerarquía analítica es importante en teoría de la demostración y aritmética de segundo orden, entre otros campos.

## La jerarquía analítica de las fórmulas
La notación {\displaystyle \Sigma _{0}^{1}=\Pi _{0}^{1}=\Delta _{0}^{1}} 
indica la clase de fórmulas en el lenguaje de aritmética de segundo orden sin conjunto de cuantificadores. Este lenguaje no contiene parámetros de conjunto. Las letras griegas aquí son símbolos, que indican esta elección de lenguaje. Cada símbolo en negritas representa la clase correspondiente de fórmulas en el lenguaje extendido con un parámetro para cada real; ver jerarquía proyectiva para más detalles.
Una fórmula en el lenguaje de aritmética de segundo orden se define mediante {\displaystyle \Sigma _{n+1}^{1}} si es lógicamente equivalente a una fórmula del tipo {\displaystyle \exists X_{1}\cdots \exists X_{k}\psi } donde {\displaystyle \psi } es {\displaystyle \Pi _{n}^{1}}. Se define una fórmula {\displaystyle \Pi _{n+1}^{1}} si es lógicamente equivalente a una fórmula de la forma {\displaystyle \forall X_{1}\cdots \forall X_{k}\psi } donde {\displaystyle \psi } es {\displaystyle \Sigma _{n}^{1}}. Esta definición inductiva define las clases {\displaystyle \Sigma _{n}^{1}} y {\displaystyle \Pi _{n}^{1}} para cada número natural {\displaystyle n}.
Como cada fórmula tiene una forma normal prenexa, cada fórmula en el lenguaje de la aritmética de segundo orden es {\displaystyle \Sigma _{n}^{1}} o {\displaystyle \Pi _{n}^{1}} para algún {\displaystyle n}. Como se pueden agregar cuantificadores sin sentido a cualquier fórmula, una vez que una fórmula recibe la clasificación {\displaystyle \Sigma _{n}^{1}} o {\displaystyle \Pi _{n}^{1}} para algún {\displaystyle n} se le asignarán las clasificaciones {\displaystyle \Sigma _{m}^{1}} y {\displaystyle \Pi _{m}^{1}} para todo {\displaystyle m} mayor que {\displaystyle n}.
Nótese que muy rara vez tiene sentido referirse a la fórmula {\displaystyle \Delta _{n}^{1}} ; el primer cuantificador de una fórmula es o bien existencial o universal.

## La jerarquía analítica de series de números naturales
Una serie de números es asignado a la clasificación {\displaystyle \Sigma _{n}^{1}} si se puede definir por la fórmula {\displaystyle \Sigma _{n}^{1}}. Al conjunto se le asigna la clasificación {\displaystyle \Pi _{n}^{1}} si se puede definir por la fórmula {\displaystyle \Pi _{n}^{1}}. Si el conjunto es a la vez {\displaystyle \Sigma _{n}^{1}} y {\displaystyle \Pi _{n}^{1}} se le dará la clasificación adicional {\displaystyle \Delta _{n}^{1}}.

## Propiedades
Para cada n tenemos la siguiente contención estricta:
{\displaystyle \Pi _{n}^{1}\subset \Sigma _{n+1}^{1}},
{\displaystyle \Pi _{n}^{1}\subset \Pi _{n+1}^{1}},
{\displaystyle \Sigma _{n}^{1}\subset \Pi _{n+1}^{1}},
{\displaystyle \Sigma _{n}^{1}\subset \Sigma _{n+1}^{1}}.
A un conjunto que se encuentra en  {\displaystyle \Sigma _{n}^{1}} para alguna n se le llama analítico.